# Мэджик Слим
Мэджик Слим (англ. Magic Slim, настоящее имя Моррис Холт (англ. Morris Holt); 7.8.1937, Торранс, Миссисипи, США — 21.2.2013, Филадельфия, Пенсильвания, США) — американский блюзовый гитарист и певец. Восьмикратный лауреат Blues Music Awards в номинациях «Песня года» (1981), «Альбом современного блюза» (1980, 1983, 1987, 1990, 1991), «Исполнитель традиционного блюза» (2013), «Группа года» (2003), 39-кратный номинант Blues Music Awards в категориях «Исполнитель традиционного блюза» (1999, 2001, 2002, 2003, 2004, 2006, 2008, 2009, 2011, 2012), «Альбом традиционного блюза» (2001, 2003, 2006), «Исторический блюзовый альбом» (2008), «Исполнитель современного блюза» (1984), «Альбом современного блюза» (1980, 1983, 1990, 1991), «Блюзовый гитарист» (1981, 2003), «Группа года» (1990, 1991, 1997, 1999, 2001, 2002, 2004—2009, 2011), «Артист года — премия Би Би Кинга» (2006, 2009, 2010), «Альбом года» (1981, 2006). Член Зал славы блюза (2017). Создатель и лидер группы Magic Slim and the Teardrops. Брат бас-гитариста Ника Холта. 

## Биография
Моррис Холт родился в городке Торренс близ Гренады, Миссисипи. С раннего возраста осваивал фортепиано и пел в церковном хоре, но был вынужден оставить занятия, потеряв мизинец в коттон-джине и переключился на гитару. Первая его гитара была изготовлена из метлы и натянутой проволоки. В 1948 году с семьёй он переехал в Гренаду, а в 1955 году переехал в Чикаго с его другом и наставником Мэджик Сэмом, который был старше Морриса Холта на четыре года. Мэджик Сэм дал тому место бас-гитариста в своей группе и прозвище Мэджик Слим.
Поначалу Мэджик Слим невысоко оценивался коллегами по цеху, и в результате он был вынужден вернуться в Миссисипи, чтобы зарабатывать на жизнь на лесопилке. Но там привил интерес к бас-гитаре своему брату Нику, с которым он выступал в близлежащих городках. Через десять лет, в 1965 году Мэджик Слим вновь предпринял попытку покорить Чикаго. Он нашёл работу в качестве ведущего гитариста в группе с южной стороны под названием Mr. Pitiful and the Teardrops. Когда ведущий певец ушёл, то Мэджик Слим взял на себя эти обязанности. В состав группы, с 1967 года под названием Magic Slim and the Teardrops, вошли его братья Ник Холт (бас-гитара) и Дуглас «Ли Бэби» Холт (ударные). Группа выступала в популярных в то время в Чикаго джук-джойнтах — прокуренных, тесных и едва вмещавших музыкантов на сцене, но вскоре получила признание, заменив группу Хаунд Дога Тейлора из клуба Florence’s Lounge. Впоследствии Teardrops стала одной из самых популярных и любимых блюзовых групп в мире, а также одним из самых востребованных хэдлайнеров фестивалей в Европе, Японии и Южной Америке: в 2003 году она стала лауреатом Blues Music Awards в категории «Группа года», а номинировалась на это звание едва ли не больше, чем любая другая группа, тринадцать раз. Впервые группа гастролировала в Европе в 1978 году, но большую известность за пределами Чикаго пришла к группе лишь в 1989 году, во время гастролей в Бразилии.
Впервые Слим записался в 1966 году, выпустив сингл «Scufflin'», за ними в течение 1970-х последовали несколько синглов, и в 1977 году первый альбом Born Under a Bad Sign, вышедший на французском лейбле MCM.
В 1981 году Мэджик Слим впервые стал лауреатом Blues Music Awards с EP Magic Slim and the Teardrops, ставшим победителем в номинации «Песня года».
В 1983 году к группе присоединился ещё один гитарист Джон Праймер и оставался в составе коллектива 13 лет. В 1994 году Мэджик Слим перебрался в Линкольн, Небраска, где на годы был ангажирован клубом Zoo Bar.
Мэджик Слим умер в больнице в Филадельфии, страдая от ряда заболеваний, которые обострились в турне, состоявшемся несколькими неделями раньше.

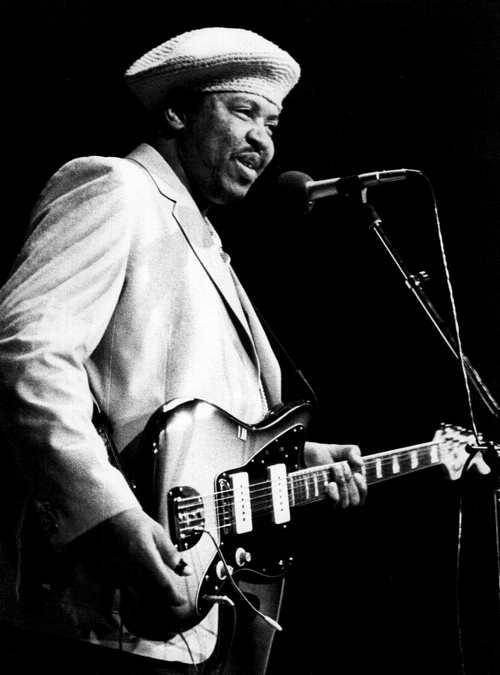
Magic Slim in 1980

Обозреватель Allmusic сказал, что: «Его гитарная игра излучала злобу, обогащённую вибрато, а его ревущий вокал был грубым и бескомпромиссным, как ни у кого на сцене»
«Magic Slim and the Teardrops были воплощением грубого чикагского блюза. Абсолютно агрессивный, ритмичный звук Слима не показывал ни следа прилизанности. Его музыка продолжала неприкрашенный стиль мастеров чикагского блюза 50-х и 60-х годов, и он помог сохранить эту традицию…The Teardrops разработали один из самых тяжелых грувов в городе, и переплетение ведущей гитары Слима с настойчивым грувом ритм-гитары стало фирменным звучанием группы». «Слим был одним из ведущих исполнителей сырого, грубого, захолустного блюза, ассоциирующегося с послевоенным чикагским блюзовым звучанием»
New City отмечал, что «Мэджик Слим — хрестоматийный пример того, чего не хватает большинству исполнителей современного рок-блюза… Эта группа [Magic Slim and the Teardrops] не имеет себе равных по чистому удовольствию и потрясающей гитарной игре без лишних мыслей».
No Depression: «Magic Slim не просто играет блюз, он отправляет в нокаут и валит на пол публику яростной гитарной атакой. Его блюз — это самая бросающаяся в глаза разновидность блюза». AllMusicGuide добавляет: «В 2012 году Мэджику Слиму исполнилось 75 лет, но его рычащий вокал наполнен огнем и серой молодого льва, а его игра на гитаре по-прежнему такая же острая, как бритва, какой она была, когда он стал профессионалом в 50-х».
Обозреватель Blind Pig Records, компании в которой музыкант записывался с 1990 года, сказал, что «Мэджик Слим — величайший из ныне живущих сторонников интенсивного, наэлектризованного блюзового стиля от Миссисипи до Чикаго, который породил большую часть музыки, которую играют современные блюзовые исполнители и рокеры…обладатель „самого крутого вибрато в блюзе“».
«Мэджик Слим представлял собой индустриальную силу чикагского блюз-буги с аутентичной основой штата Миссисипи. Он играл жёстко, он играл грубо, и его звук был настолько солидным, правильным и прямолинейным, что вам не нужно резюме, чтобы знать, что этот парень приехал из грязи Миссисипи… Зальцман [менеджер музыканта] даже говорит, что они пытались уговорить Слима добавить немного креативности в некоторые из его пластинок»
Фирменное звучание группы основывалось на способности Слима превратить практически любую песню в бурлящий блюзовый шаффл, движение которому придавали язвительные гитарные фразы.
Джон Праймер сказал однажды: «Я всегда играл с группой Teardrops. А Слим приходил и уходил. Но он многому меня научил. Я тогда научился никогда не соревноваться с ним в игре на гитаре. Когда я попробовал, он просто отправил меня под стол! И я больше никогда не пробовал» h.

## Дискография
- 1977: Born Under a Bad Sign (MCM, перевыпущен Storyville Records)
- 1978: Let Me Love You (MCM)
- 1978: Highway Is My Home (Black & Blue Records, перевыпущен Evidence Records)
- 1978: Living Chicago Blues, Vol. 2 (Alligator Records)
- 1980: Liv 'n Blue (Candy Apple CA)
- 1980: In the Heart of the Blues (Isabel)
- 1980: Doing Fine (Isabel)
- 1982: Raw Magic (Alligator)
- 1982: Essential Boogie (Rooster Blues)
- 1982: Grand Slam (Rooster Blues)
- 1987: Live at B.L.U.E.S., с Джоном Праймером (Blues R&B)
- 1990: Gravel Road (Blind Pig Records)
- 1992: 44 Blues, с Джоном Праймером и Бонни Ли (Wolf Records)
- 1992: Spider in My Stew, с Джоном Праймером (Wolf Records)
- 1992: Blues Behind Closed Doors, с Джоном Праймером и Билли Бранчем (Wolf Records)
- 1993: Magic Slim & the Teardrops (Wolf Records)
- 1994: Chicago Blues Session, Vol. 10 (Wolf Records)
- 1994: Don’t Tell Me About Your Troubles (Wolf Records)
- 1995: Zoo Bar Collection, Vol. 3 (Wolf Records)
- 1995: Alone & Unplugged
- 1995: Born on a Bad Sign
- 1996: Scuffliń (Tone Zone Studios)
- 1997: Let Me Love You
- 1998: Zoo Bar Collection, Vol. 4: Spider in My Stew
- 1998: See What You’re Doin' to Me (Wolf Records)
- 1998: Black Tornado (Blind Pig)
- 2000: Snakebite (Blind Pig)
- 2000: Chicago Blues Session, Vol. 18: Live on the Road (Wolf Records)
- 2002: Blue Magic (Blind Pig)
- 2005: Anything Can Happen, концертный (Blind Pig)
- 2006: Tin Pan Alley, сборник (Wolf Records)
- 2006: That Ain’t Right, Magic Slim & the Teardrops / Джо Картер с Саннилендом Слимом, запись 1977 года (Delmark Records)
- 2007: The Essential Magic Slim (Blind Pig)
- 2008: Midnight Blues, с Джеймсом Коттоном, Элвином Бишопом, Лилом Эдом Уильямсом, Лонни Бруксом и Отисом Клеем (Blind Pig)
- 2009: Rough Dried Woman, сборник, записи 1986—1992 годов (Wolf Records)
- 2010: Raising the Bar
- 2012: Bad Boy (Blind Pig)
- 2014: Pure Magic (Wolf)